# Upplands runinskrifter 231

Upplands runinskrifter 231 är en runsten i Vallentuna socken. Runstenen står på sin ursprungliga plats på vägen mellan Gällsta och Grana. Två andra runstenar står i närheten (U 229 och U 232). Runstenen klövs för att användas som grindstolpar. Den lagades under 1800-talet med järnklamrar, men är nu lagad med cement. Toppen förstördes dock vid klyvningen. Tack vare tidigare utförda teckningar kan hela inskriften tolkas.

## Inskriften
Translitterering av runraden:
iþinui ' uk ' austain ' uk ' ulfr ' uk · ol(a)[fr · litu · raisa · s]tain · iftiʀ hal(f)tan faþur sin
Normalisering till runsvenska:
Heðinvi ok Øystæinn ok Ulfʀ ok Olafʀ letu ræisa stæin æftiʀ Halfdan, faður sinn.
Översättning till nusvenska:
Hedenvi och Östen och Ulv och Olov lät resa stenen efter Halvdan, sin fader.

## Gällsta-släkten
Från informationen på de tre stenarna i Gällsta (U 229, U 231 och U 232) och på U 210 kan man bygga ett släktträd som spänner över fem generationer:

Torbjörn var far till Udde. Udde hade i sin tur två söner, Halvdan och Tobbe. Tobbe hade tre söner, Toste, Sigus och Sigmar. Halvdan hade tre söner, Östen, Ulv, Olov och dottern Hedenvi. Hedenvi, som var gift med Holmgöt, hade två söner vid namn Finnvid och Holmger.